# 戴闻达
扬·尤利乌斯·洛德韦克·戴闻达（荷蘭語：Jan Julius Lodewijk Duyvendak，1889年6月28日—1954年7月9日），又译戴文达、兑温达，是一位荷兰汉学家。

## 生平
1889年出生在荷兰哈灵根，在莱顿大学学习文献学，后转向汉语。1910-1911年在法国跟沙畹和高尔迪埃学习汉语。1912年-1918年荷兰驻北京大使馆担任口语翻译，1919年在莱顿大学任教。在其翻译的作品中有《道德经》。
他帮助同胞天文学家扬·奥尔特翻译了中国记载1054年客星的资料，后者判断为后来命名为SN 10541的超新星。